# Глинське (Полтавський район)
Гли́нське (інколи Глинськ) — село в Україні, в Опішнянській селищній громаді Полтавського району Полтавської області. Населення становить 224 осіб.

## Походження назви
Назву отримало від покладів глини, які розташовані на околицях села.

## Географія
Село  Глинське  знаходиться на правому березі стариці Солом'яник річки Ворскла. Нижче за течією на відстані 1 км розташоване село Хижняківка. Біля північних околиць села розташовані вали Більського городища.

## Історія
Як вважають деякі дослідники, на місці Глинського знаходилося середньовічне місто Глинськ — столиця Глинського князівства. Цього погляду дотримувалися Ю. Вольф, Л. В. Падалка, А. Яблоновський, О. М. Лазаревський, С. Кричинський, О. І. Баранович, М. С. Грушевський, Д. І. Мишко. Вона відображена в ряді сучасних видань. У той самий час О. Б. Супруненко, О. В. Русина та Є. М. Осадчий думають, що на Ворсклі знаходився не Глинськ, а згадуване в родовіді князів Глинських місто Глинниця.
У першій половині XVI століття маєток Глинщина и Ворскл належав княжне Аграфені Григорівні Глинській (дружині князя Василя Домонта), а потім перейшов до її зятя Михайла Івановича Грибунова. За відомостями 1552 року, Михайло Грибунов (Грабунович) володів городищем і селищем «на реце Ворскле на имя Глинско». Наприкінці XVI — на початку XVII століть маєтком розпоряджалися шляхетські родини Байбуз та Проскур. На ці землі претендували шляхтичі Станіслав та Михайло Келбовські, Іван Луцкевич, а також князі Вишневецькі. У 1632 році польський король завітав городища Глинськ і Більськ, розташовані «над рекою Ворсклой», скарбовому писарю Петру Мировицькому. У 1634 році Глінськ дістався Лукашу Жолкевському, після перейшов до Олександра Конецпольського, а в 1646 був захоплений Єремією Вишневецьким.
На початку Національно-визвольної війни Глинське належало до Гадяцького полку, у 1662—1672 роках — до новоствореного Зіньківського полку. Згодом стало належати другій Опішнянській сотні Гадяцького полку. З 27 березня 1802 року, після ліквідації Малоросійської губернії, село увійшло до Зіньківського повіту Полтавської губернії.

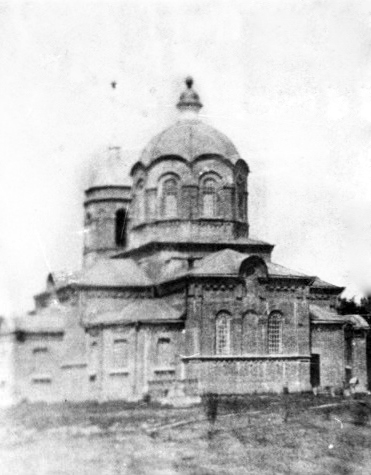
Преображенська церква

До 1781 року в Глинську знаходилася дерев'яна церква, яка була знесена через неможливість реконструкції. 1888 року в селі почали зводити нову Преображенську цегляну церкву, яка простояла до 1930-х років. Церква була споруджена за сприянням о. Гермогена Луб'яного. На початку ХХ ст. їй належало 15,25 десятин руги, церковний дім, 7 десятин землі, 2 водяні млини. Першими священиками були Іоанн Сливицький та Іоанн Романовський. Всього в Глинську до 1917 року було три церкви.
Радянська влада була встановлена у січні 1918 року. Мали місце численні факти супротиву та боротьби з більшовизмом з боку місцевого населення, одним з най-відомих був загон під керівництвом Бея.
До 1923 року Глинське належало до Більської волості Зіньківського повіту. З утворенням Опішнянського району, було включене до його складу. Глинська сільська рада проіснувала до 1957 року. Потім село почало підпорядковуватись Малобудищанській сільській раді. З 1967 року село перейшло до Зіньківського району.
Під час проведеного радянською владою Голодомору 1932—1933 років померло щонайменше 287 жителів села.
Наприкінці 1930-х років прокотилася хвиля знищення «ворогів народу». Серед репресованих були люди з Глинська:
|  | Павленко Олександр Михайлович (1880 р.н.) с. Глинське Зіньківського р-ну Полтавської обл., українець, із селян, освіта початкова. Проживав у м. Кременчук Полтавської обл. Заарештований 29 липня 1937 р. Засуджений Лінійним судом ст. Кременчук 2 жовтня 1937 р. за ст. 54-10 ч. 1 КК УРСР до 5 років позбавлення волі. Реабілітований Верховним Судом СРСР 19 березня 1958 р. |

Село у часи німецько-радянської війни було окуповане нацистськими військами з вересня 1941 до вересня 1943 року.
У 1970-х роках у селі закрили 8-річну школу, залишилась лише початкова, яка була проіснувала до 2003 року.

### Населення
| 1859  | 1900  | 1910  | 1926  | 2001 |
| ----- | ----- | ----- | ----- | ---- |
| 1 200 | 2 071 | 1 874 | 2 125 | 224  |
|       | ▲     | ▼     | ▲     | ▼    |

В «Описі Чернігівського намісництва 1779—1781 рр.» зазначалось, що в селі збудована дерев'яна церква. Священиків — 1, церковників — 1.
|                                          | Дворів | Господарств |
| ---------------------------------------- | ------ | ----------- |
| Козаків                                  | 56     | 85          |
| Виборних                                 | 55     | 59          |
| Підпомічників                            | 2      |             |
| Козачих підсусідників бездвірних         | 2      |             |
| Посполитих замку Гадяцького              | 2      | 2           |
| Різночинських підсусідків                | 1      | 1           |
| Бездвірних                               | 5      |             |
| Усього козачих посполитних і підсудських | 120    | 165         |
| Обивателів                               |        | 168         |

У відомій праці Миколи Арандаренка «Записки о Полтавской губернии» зазначено, що в Глинському в середині 1840-х років мешкало 542 козаки, 14 казенних і 21 поміщицький селянин.
У 1859 році у селі налічувалось 198 дворів, мешкало 1200 осіб (580 чоловічої статі та — 620 жіночої), була православна церква. 1863 року у селі у 225 дворах мешкало 1430 жителів (710 чоловічої статі та — 720 жіночої).
Станом на 1900 рік нараховувалось 326 козацьких дворів і 16 державних селян. Населення становило 2071 осіб. Тоді у Глинську діяла сільська община, одна земська та одна церковнопарафіяльна школи.
За даними подвірно-господарського перепису 1910 року у Глинському працював 21 гончар. Окрім гончарства місцеві жителі займалися теслярством, чоботарством тощо. У Енциклопедичному словнику Брокгауза і Єфрона зазначається:
|  | Розповсюджене виробництво гончарних виробів, переважно горщиків, але при близькості м. Опішні — найголовнішого центру виробництва, зустрічається сильна конкуренція, тому щорічно частина майстрів гончарної справи йдуть з Глинського у відхожий промисел у Херсонську і Таврійську губернії, у місцевості з покладами гончарних глин. Багато садів; переважно розлучаються сливи, які збуваються в сухому вигляді. |

Упродовж 1910—1930 років населення села зростало. 1910 року тут налічувалось 1874 особи, а 1926 року — вже 2125 (1004 чоловічої статі та — 1121 жіночої).
Починаючи з 1960-х років село почало вимирати. Це було спричинено тогочасною політикою неперспективних сіл. Станом на 2001 рік у селі населення становило 224 особи.

## Відомі люди
- Холодний Федір Федорович — кобзар.
- Косенко Олексій Опанасович — Герой Соціалістичної Праці.
- Сидоров Василь Іванович — український інженер, науковець, кандидат технічних наук, винахідник, перекладач, публіцист.
- Сулима Тихін (?—?) — український гончар другої половини XVIII століття.
- Черевань Антон Самійлович — доктор історичних наук, засновник історико-аграрної школи.

## Цікаві факти
У 1639 році картографом Гійомом Левассером де Бопланом була укладена «Tabula Geographica Ukrainska» («Географічна карта України»). У 1648 році був надрукований «Загальний план Диких полів, простіше кажучи, Україна з належними провінціями». Враховуючи толерантність західних географів, можна допустити, що на той час Україна справді нагадувала Дике Поле, хоча і відображалась на карті 993-ма населеними пунктами та 153-ма річками. Карта України 1660 року (Carte d Ukranie Contenant plusiers Prouinces comprises entre les Confins de Moscouie et les Limites de Transiluanie) відображала 953 населених пункти — міста (Oppidum) та села (Pagus) з млинами (Molendinum) та переправами (Transitus) на річках (Flumen). Україна показана як чергування долин (Vallis) та гір (Mons), вкритих дубовими гаями (Querceatum), порізаних великою кількістю джерел (Fons) та річок з островами (Insula) та заболоченими луками (Loca Paludosa). Відмічена також велика кількість руїн (Ruins) та могильників. На карті Гійома де Боплана, окрім Полтави, показані Опішня, Зіньків, Гадяч, Кобеляки, Нові та Старі Санжари. Слободи Глинськ та Більськ «заблудилися» й чомусь показані нижче Опішні за течією Ворскли.

## Галерея

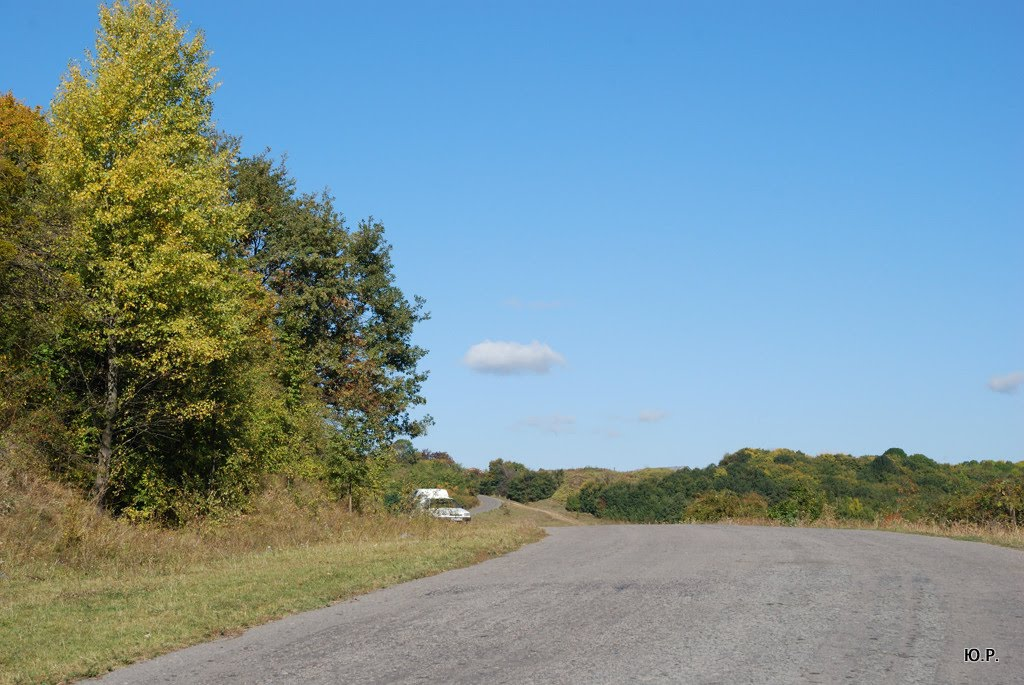
Дорога до Глинського
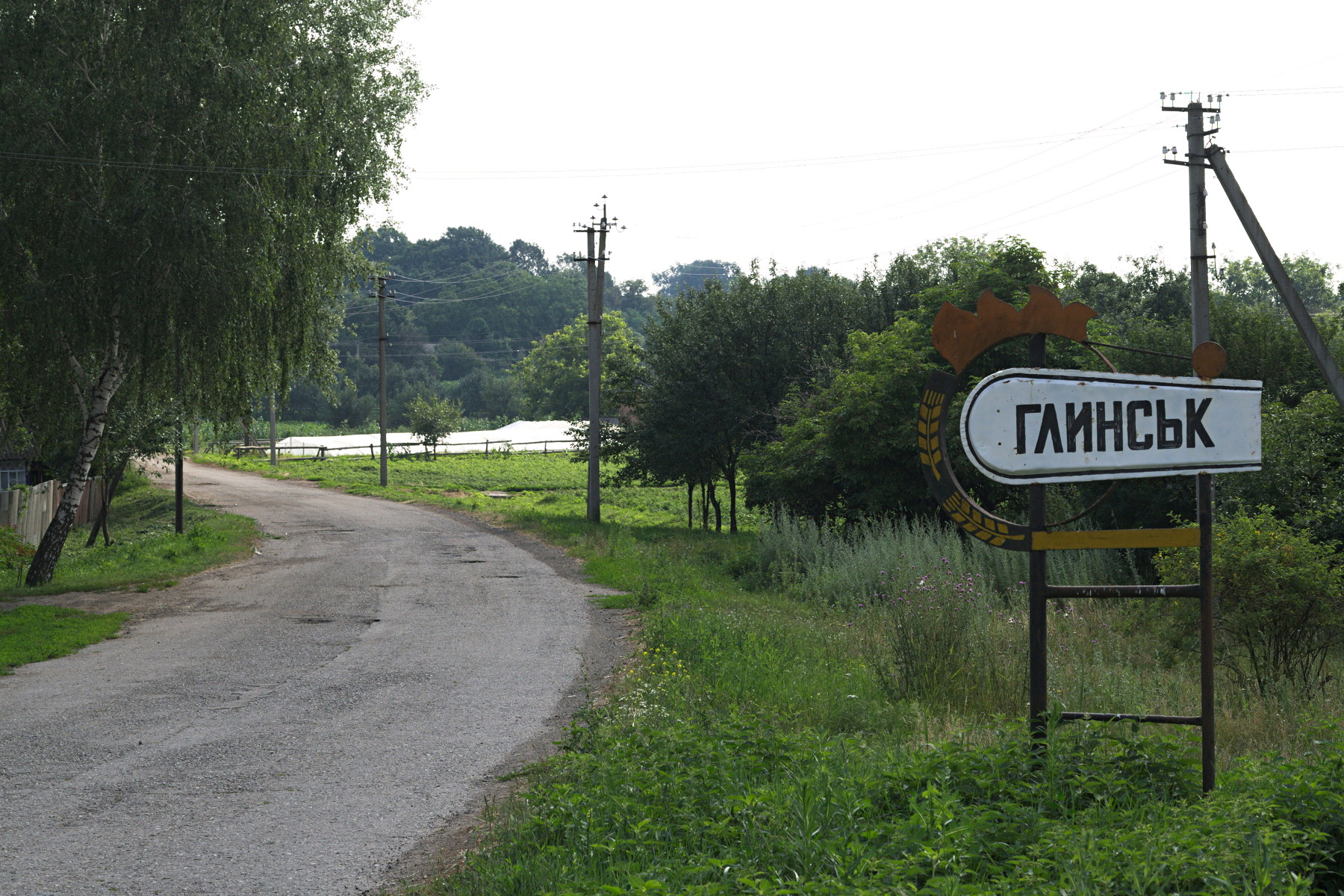
Знак на вʼїзді з боку Опішні
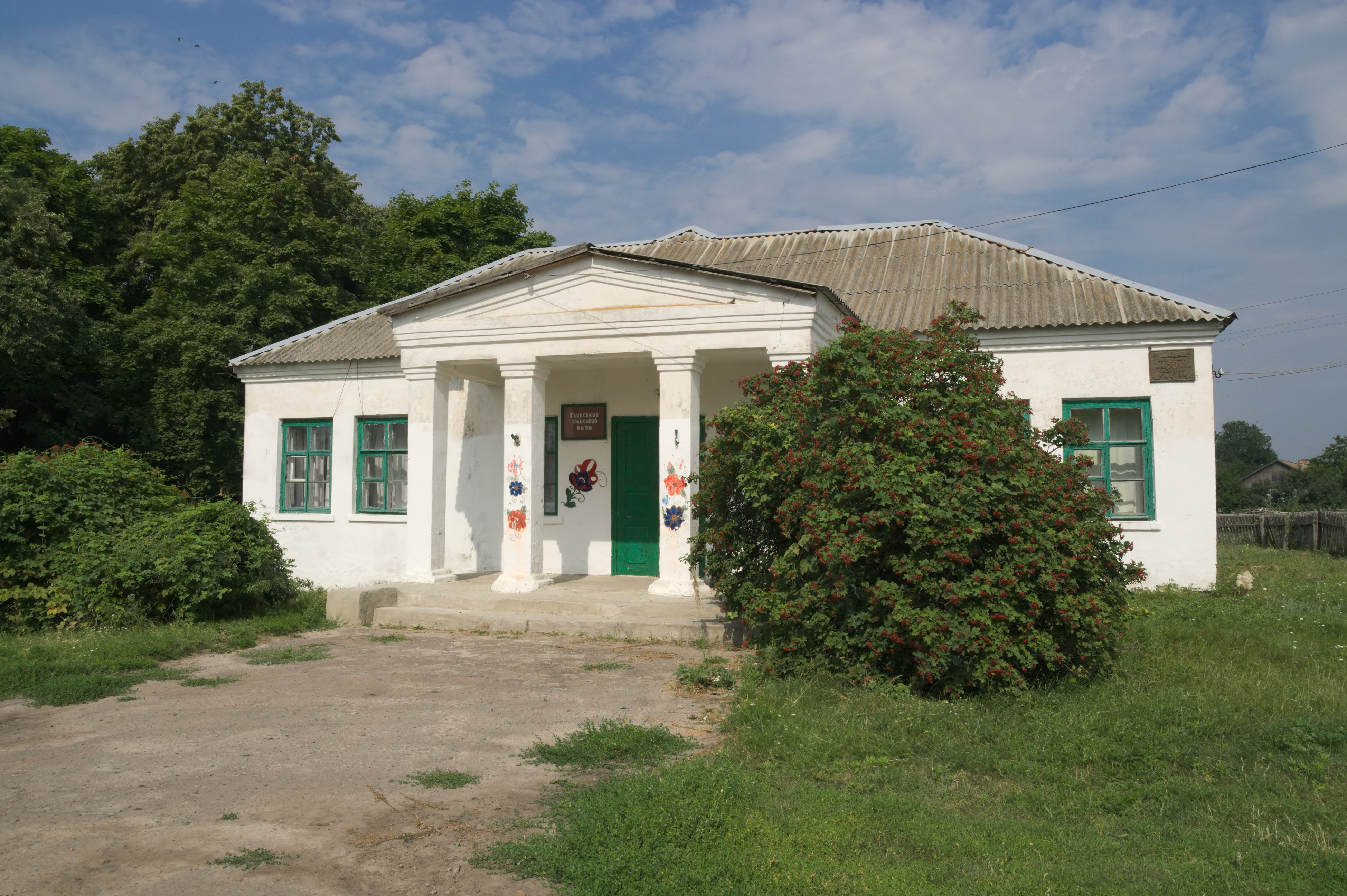
Сільський клуб
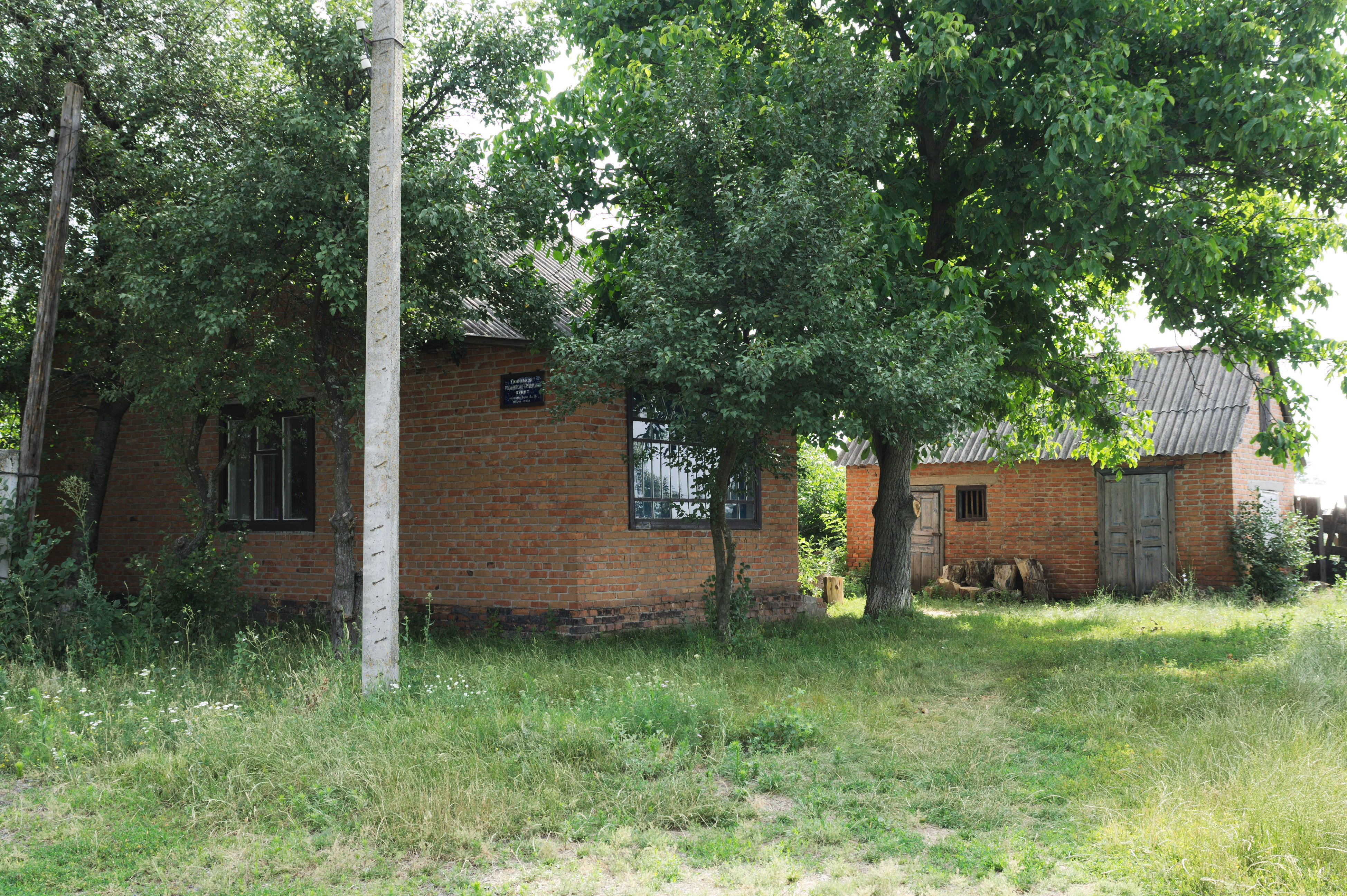
Фельдшерсько-акушерський пункт
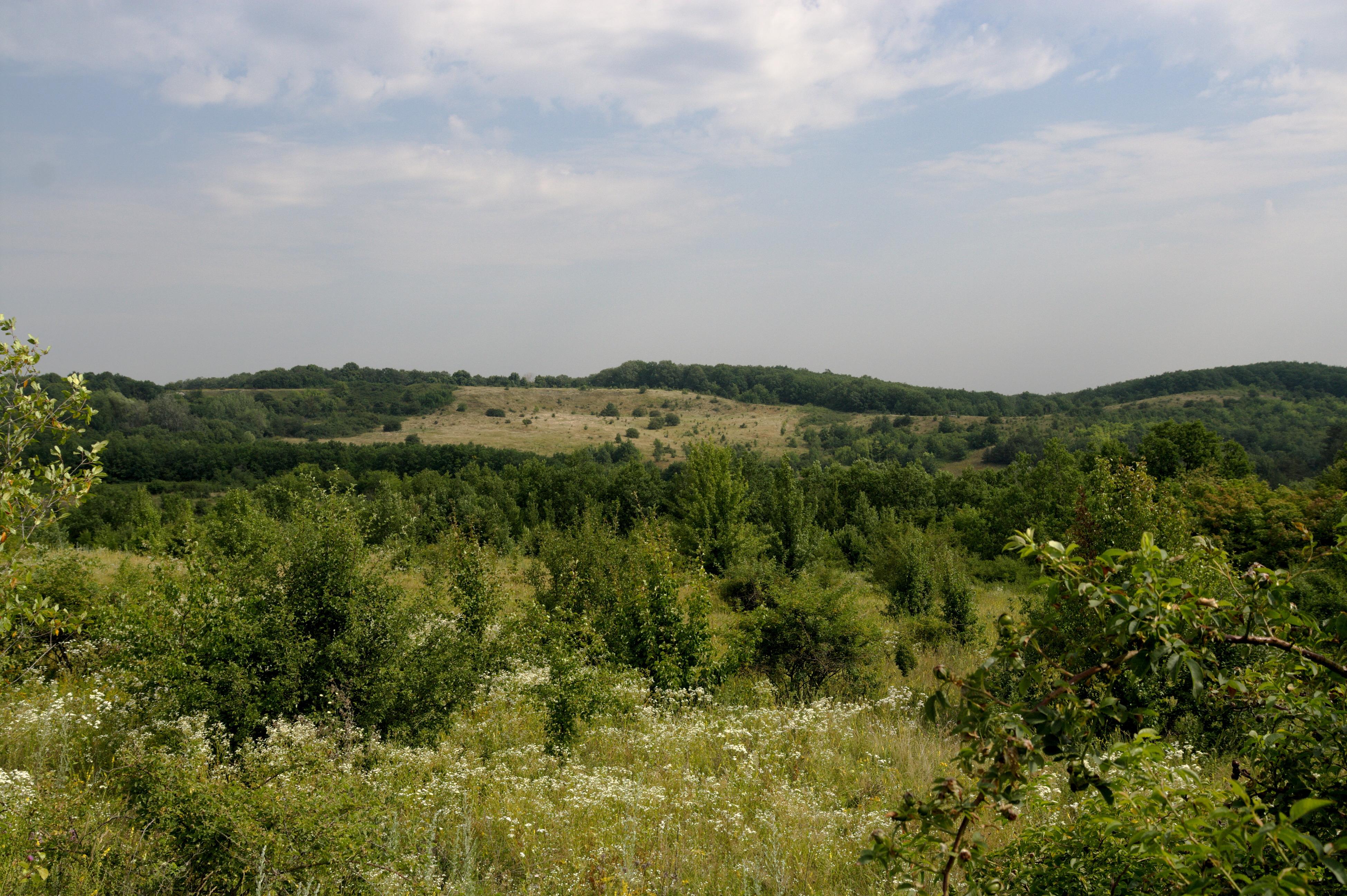
Околиці села
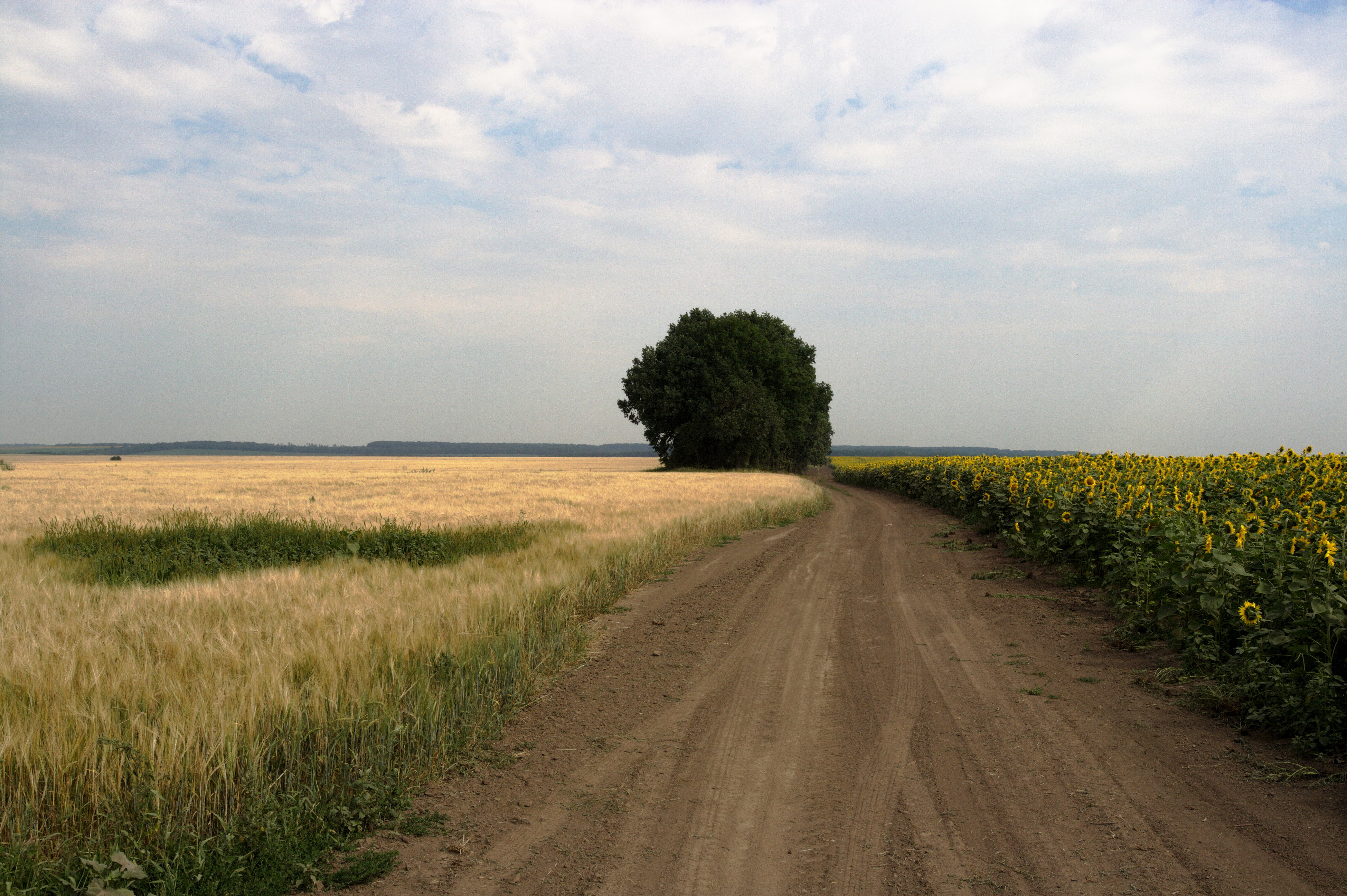
Дорога з Глинського на Більськ